# Das Gute

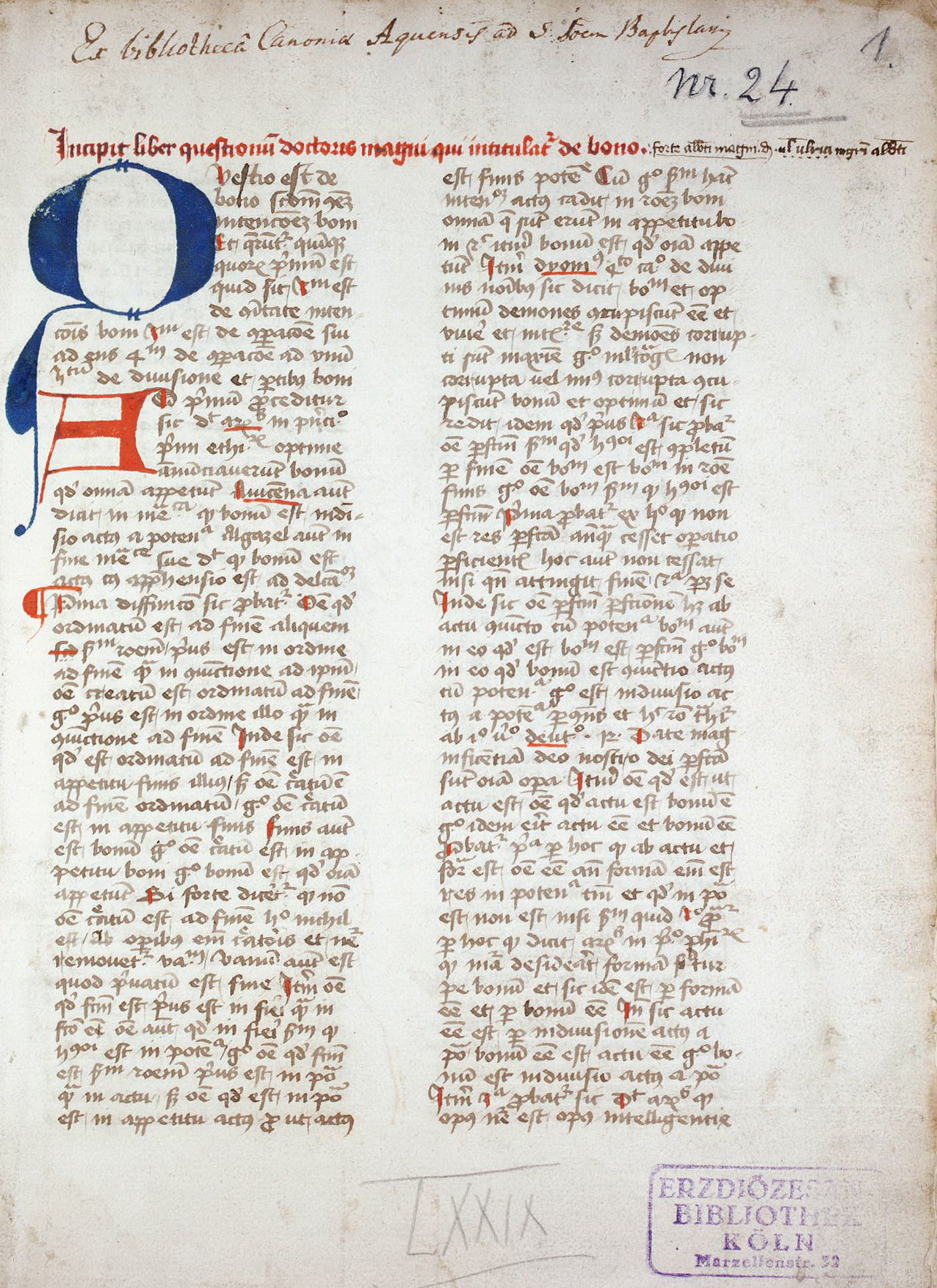
Beginn der Abhandlung De Bono („Über das Gute“) Alberts des Großen, Köln, Dombibliothek, Codex 1024, fol. 1r

Das Gute ist im allgemeinen Sprachgebrauch gewöhnlich eine unscharfe Bezeichnung für den Inbegriff oder die Gesamtheit dessen, was zustimmend beurteilt wird und als erstrebenswert gilt. Im Vordergrund steht dabei die Vorstellung des im ethischen Sinn Guten, auf das man mit guten Taten abzielt.
In der Philosophie hat der Begriff des Guten traditionell sowohl in der Metaphysik als auch in der Ethik eine wichtige Rolle gespielt. Zahlreiche moderne Philosophen bestreiten aber die philosophische Relevanz von Aussagen, in denen etwas als gut bezeichnet wird.
Eine metaphysische Bedeutung erhält das Gute in einer Vielzahl von Modellen, die ethischen Normen und damit auch dem Guten eine objektive Realität zuschreiben. Solche Modelle führen moralische Forderungen auf ein göttliches Gesetz oder auf eine objektive Wertordnung zurück. Demnach legt nicht der Mensch nach seinem Ermessen fest, was gut ist, sondern er erkennt einen objektiven Sachverhalt, wenn er etwas dem Bereich des Guten zuordnet. In diesen Systemen ist das Gute eine Wirklichkeit, die von Natur aus der Welt der Alltagserfahrung übergeordnet ist und ihr bindende Normen setzt. In nichtmetaphysischen ethischen Theorien hingegen wird das Gute als subjektive Setzung des Menschen aufgefasst und nur auf dessen Selbsterhaltung und Wohlergehen bezogen. Nach diesen Theorien ergibt sich, was als „gut“ bewertet wird, aus der menschlichen Natur oder wird gemäß den menschlichen Bedürfnissen festgelegt.

## Begriffsbestimmung
Das Adjektiv „gut“ ist in der Form guot im Althochdeutschen schon im 8. Jahrhundert bezeugt. Seine Bedeutungsentwicklung führte von der ursprünglichen Grundbedeutung „passend“, „geeignet“ zu „tauglich“, „wertvoll“, „hochwertig“ und auf Personen bezogen „tüchtig“, „geschickt“, auch den sozialen Rang anzeigend „angesehen“, „vornehm“. In ethischer Verwendung bedeutete es schon im Althochdeutschen „rechtschaffen“, „anständig“.
Während das Adjektiv „gut“ eine Vielzahl von Bedeutungen hat, stammt das Substantiv „das Gute“ aus der philosophischen und theologischen Fachsprache und wird in einem spezielleren Sinn verwendet, der von der fachsprachlichen Herkunft des Begriffs geprägt ist. Als „gut“ werden unter anderem Gegenstände bezeichnet, wenn sie qualitativ hochwertig und zu einem bestimmten Zweck tauglich sind, oder Leistungen, wenn sie bestimmte Anforderungen erfüllen, oder Verhältnisse und Zustände, wenn sie angenehm und erfreulich sind. Ein Mensch gilt als „gut“, wenn er sozial erwünschte Eigenschaften aufweist. „Das Gute“ hingegen steht in der Regel für ein höchstrangiges Ziel des Menschen: für das unbedingt Wünschenswerte und als richtig Erachtete, das durch entsprechende Handlungen verwirklicht werden soll. Hier geht es nicht um Tauglichkeit, die etwas Zweckdienliches als gut erscheinen lässt, sondern um das schlechthin Gute als Selbstzweck. Das Gute wird um seiner selbst willen angestrebt. Gegenbegriffe sind das Böse, das Schlechte und das Übel.
Als ein „Gut“ bezeichnet man etwas, was einen materiellen oder geistigen Wert darstellt: ein nützliches Objekt, eine geschätzte Eigenschaft (Tugend) oder Fähigkeit oder ein erstrebtes Ziel. Unter den Gütern wird eine Rangordnung gemäß dem ihnen zugewiesenen Wert aufgestellt. An der Spitze der Güterhierarchie steht in vielen metaphysischen Lehren ein „höchstes Gut“ (lateinisch summum bonum), das alles andere Gute in sich enthält. Ein solches höchstes Gut wird als vollkommen und somit in jeder Hinsicht als gut betrachtet und daher mit dem Guten schlechthin gleichgesetzt. Monotheistische und henotheistische Lehren identifizieren Gott bzw. eine oberste Gottheit mit dem Guten oder höchsten Gut. In nichtmetaphysischen Wertordnungen wird die Lust, die Glückseligkeit oder die Ausübung der Tugend als höchstes Gut oder zum höchsten Gut gehörend bestimmt.
Oft wird in modernen philosophischen Texten der fachsprachliche Ausdruck „Gutheit“ verwendet. Dies dient der Abgrenzung von allgemeinsprachlichen Konnotationen des Begriffs „Güte“ („Gütigsein“, „freundlich-nachsichtige Einstellung“), die im philosophischen Kontext nicht mitgemeint sind.

## Antike

### Allgemeiner Sprachgebrauch
In der altgriechischen Sprache dient das Adjektiv ἀγαθός agathós ‚gut‘ im allgemeinen Sprachgebrauch zur Bezeichnung des Umstands, dass eine Person oder Sache für eine Aufgabe oder einen Zweck hervorragend tauglich ist. So ist etwa bei Homer ein im Kampf tüchtiger Krieger agathos. Das Wort bezeichnet eine hohe Qualität, die Wertschätzung findet und eine entsprechende Emotion auslöst. Das Wort σπουδαῖος spoudaíos ‚tüchtig, vorzüglich, vortrefflich‘ wird oft im selben Sinne wie agathos verwendet. Das substantivierte Neutrum τὸ ἀγαθόν to agathón bedeutet sowohl „das Gute“ als auch „das Gut“.
Ob eine Person gut ist, erkennt man an ihrem „Werk“ (érgon), das heißt an der Qualität ihrer Leistungen oder Produkte. Aus der Sicht anderer ist jemand gut, weil er etwas für sie Nützliches leistet; das Gute ist eng mit dem Nützlichen verbunden. Die Eigenschaft eines Menschen, die bewirkt, dass er als gut bezeichnet werden kann, ist seine „Tüchtigkeit“ (aretḗ). Mit agathos und arete waren ursprünglich nur die Vorstellungen von Tauglichkeit, Leistungsfähigkeit, Erfolg und Nützlichkeit verbunden, eine moralische Qualität gehörte nicht notwendigerweise dazu. So kann beispielsweise auch ein Messer „gut“ sein, weil es saubere Schnitte produziert, oder ein „guter“ Einbrecher das kriminelle Handwerk in einer für ihn günstigen Weise ausüben. Erst unter dem Einfluss der späteren Philosophie wurde aus arete moralische Tugend und erhielt agathos die spezielle Bedeutung „sittlich gut“, wobei die Nützlichkeit als Konnotation erhalten blieb. Das Gute wurde in einen engen Zusammenhang mit dem Schönen gestellt, die Verbindung beider in einer Person entsprach dem Ideal der Kalokagathia (wörtlich „Schönheit und Gutheit“).
Die Sophisten, die in der zweiten Hälfte des 5. Jahrhunderts v. Chr. als Vermittler von Bildung hervortraten, gingen von der vorherrschenden Vorstellung über das Gute aus. Sie fassten es als das auf, was allgemein als erstrebenswert gilt und demjenigen, der es erlangt, Befriedigung verschafft. Dabei dachte man gewöhnlich an Erfolg, der sich in Ruhm, Macht und Reichtum zeigt.
In der lateinischen Sprache wurden die Wörter bonus („gut“) und bonum („das Gute“, auch „das Gut“) analog zu den griechischen Wörtern agathos und to agathon verwendet. Auch hier ging es im ursprünglichen und allgemeinen Sprachgebrauch um Tauglichkeit, Nützlichkeit und Tüchtigkeit, in der Philosophie speziell um das sittlich Gute. Die römischen Denker übernahmen zahlreiche Konzepte griechischer Philosophen und wandelten sie bei Bedarf ab. An die Stelle der engen Verbindung des Guten mit dem Schönen, die im griechischen Ideal der Kalokagathia zum Ausdruck kam, trat bei den Römern die von Cicero initiierte Verbindung des Guten mit dem Ehrenhaften (honestum).

### Sokrates
Sokrates, der die Sophistik bekämpfte, wandte sich gegen das Verständnis der Sophisten, nach dem das Gute keinen objektiven Inhalt hat, sondern nur durch subjektive Ziele und gesellschaftliche Normen bestimmt wird. Stattdessen forderte er dazu auf, nach einer allgemeingültigen Definition dieses Begriffs zu suchen; er fragte, was das Gute an und für sich ist. Er erhob aber nicht den Anspruch, selbst eine voll befriedigende, unanfechtbare philosophische Definition gefunden zu haben, sondern trug nur die Teilergebnisse vor, die seine Suche erbracht hatte. Da er keine Schriften hinterließ, ist seine Auffassung nicht genau bekannt. Die Ansichten des historischen Sokrates lassen sich nur indirekt aus den Quellen erschließen, vor allem aus den fiktiven, literarisch gestalteten Dialogen seines Schülers Platon. Der dort als Sprecher auftretende „platonische Sokrates“ ist allerdings nur eine literarische Gestalt, deren Verhältnis zum historischen Sokrates unklar ist.

### Platon

#### Ansätze zur Begriffsbestimmung

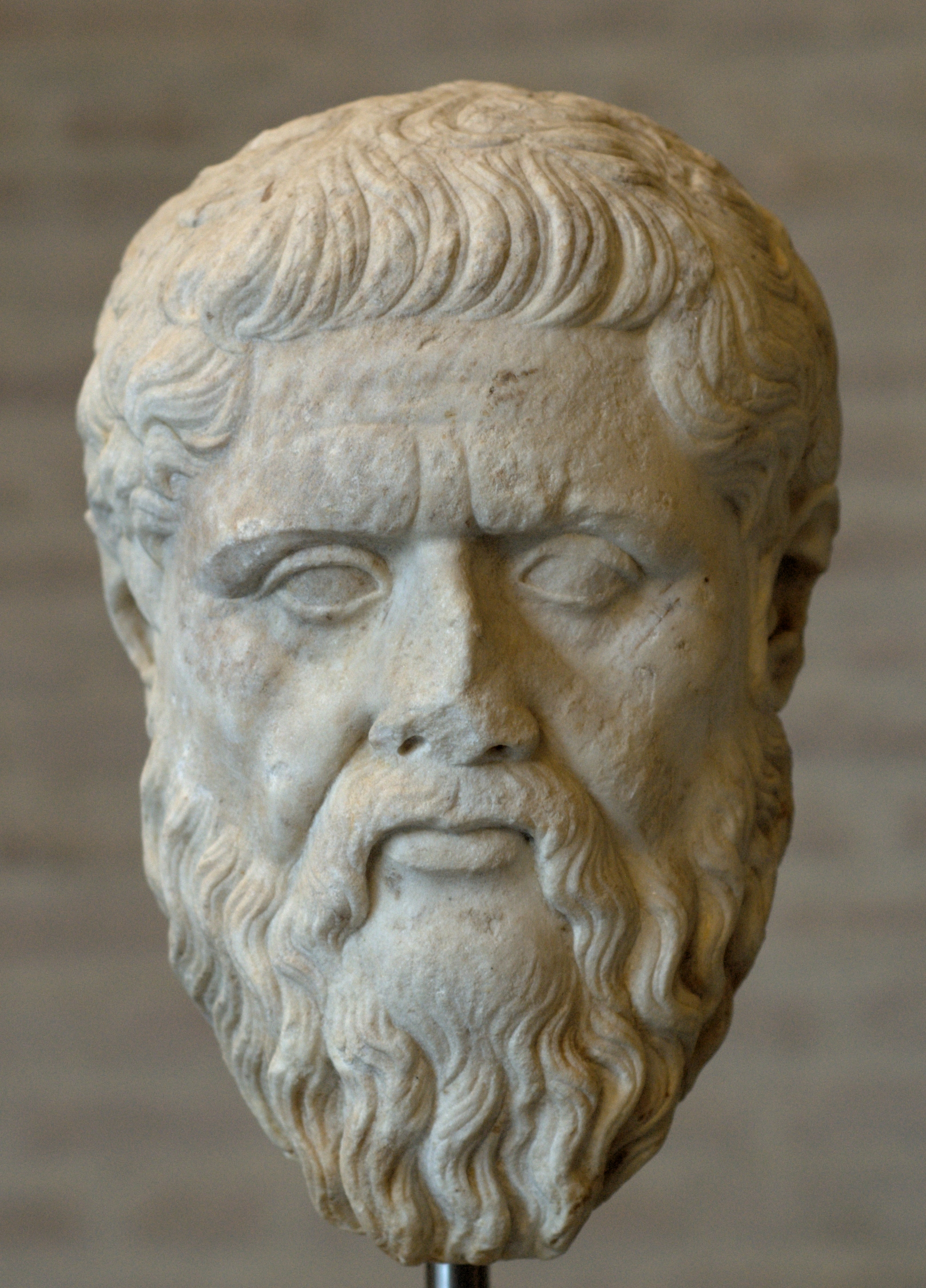
Platon, römische Kopie des griechischen Platonporträts des Silanion, Glyptothek München

Mit Platon beginnt die systematische Auseinandersetzung der abendländischen Philosophie mit der Frage nach dem Guten. Er hat sich eingehend mit ihr befasst. Allerdings wird das Verständnis seiner Position durch den Umstand, dass er keine Lehrschriften verfasste, behindert. Als Autor von Dialogen ließ er die Gesprächspartner verschiedene Auffassungen vertreten und verzichtete bewusst darauf, eine eigene Lehrmeinung vorzutragen und als solche zu kennzeichnen. Er überließ das Fazit dem Leser. Dennoch lässt sich den Dialogen indirekt entnehmen, wie er über das Gute dachte. Er verstand darunter zwar, soweit es um menschliches Handeln geht, das moralisch Gute, grenzte dieses aber nicht wie moderne moralphilosophische Ansätze vom Vorteilhaften und von der eigenen Glücksmehrung des Handelnden ab. Eine Pflichtethik, die Handlungen unabhängig von ihren Konsequenzen beurteilt, kannte er nicht.
In den Dialogen erörtern die Gesprächspartner verschiedene Bestimmungen des Guten. Mehrfach befassen sie sich dabei mit der damals offenbar verbreiteten Meinung, das Gute bestehe in der Lust. Diese Bestimmung wird als widersprüchlich verworfen, da niemand bestreitet, dass es auch schlechte Lüste gibt. Auch als Einsicht lässt sich das Gute nicht definieren, denn damit kann nur eine auf es selbst bezogene Einsicht gemeint sein, wodurch die Definition zirkulär wird.
Die in den Dialogen für sinnvoll befundenen Ansätze sind teils relational, indem sie das Gute nach seinem Verhältnis zum Menschen, der es erstrebt, bestimmen, teils gehen sie von objektiven Merkmalen aus, die dem Guten zugewiesen werden. Relational definierte Platon das Gute als das, was zur Eudaimonie führt. Unter Eudaimonie verstand er eine gute, gelungene Lebensführung und den damit verbundenen Gemütszustand. Der Begriff wird gewöhnlich ungenau mit „Glück“ oder „Glückseligkeit“ übersetzt; es handelt sich aber nicht um ein Gefühl. Dass jeder Mensch in seinem Leben Eudaimonie verwirklichen will, war für Platon selbstverständlich. Er betonte, dass jede Seele das Gute anstrebe, wenn auch häufig aus Unwissenheit auf verfehlte Weise. Während man sich bei einzelnen Gütern wie dem Gerechten oder dem Schönen oft mit dem bloßen Anschein zufriedengebe, werde das Gute immer als solches begehrt; ein scheinbares Gutes könne niemand befriedigen.
Eine zentrale Rolle spielt in Platons Philosophie die nichtrelationale Bestimmung des Guten. Nach seinem Verständnis muss das Gute vollkommen sein, es darf keinerlei Mangel aufweisen, denn anderenfalls wäre es zumindest in einer bestimmten Hinsicht nicht gut. Demnach kann das schlechthin Gute nicht in den notwendigerweise unvollkommenen Gestaltungen der Sinneswelt zu finden sein, sondern nur in einem andersartigen, seiner Natur nach vollkommenen Bereich. Das ist die Welt der „platonischen Ideen“, von der Platons Ideenlehre handelt. Das Gute in seiner Vollkommenheit – im Gegensatz zu einzelnen Gütern und Erscheinungsformen des Guten – ist die Idee des Guten. Die Ideenlehre besagt, dass die sinnlich wahrnehmbare Welt dem nur gedanklich erreichbaren (intelligiblen) Bereich der Ideen nachgeordnet ist. Die Ideen sind reale, eigenständig existierende, unveränderliche Urbilder, die Sinnesobjekte deren Abbilder. Die Existenz und Beschaffenheit der Abbilder ist auf die Urbilder zurückzuführen. Das überzeitliche Sein der Ideen ist das Sein im eigentlichen Sinne. Den veränderlichen und vergänglichen Sinnesobjekten hingegen kommt nur ein bedingtes und damit unvollkommenes Sein zu, das sie den Ideen verdanken. Ihre Eigenschaften spiegeln das Wesen der Ideen; beispielsweise bildet sich in einem gerechten Menschen die Idee des Gerechten ab, in einem schönen Körper die Idee des Schönen. Somit ist ein Mensch (relativ) gut, wenn und solange sich die Idee des Guten in ihm abbildet. Alles, was gut ist, verdankt diese Eigenschaft der Idee des Guten, an der es in höherem oder geringerem Maße „Anteil hat“ („Methexis-Lehre“).
Nähere Ausführungen über seine nichtrelationale Bestimmung des Guten machte Platon in seinem öffentlichen Vortrag Über das Gute, dessen Text nicht überliefert ist; über den Inhalt liegen nur spärliche Angaben vor. Nach der Darstellung des Aristoteles argumentierte Platon in dem Vortrag mathematisch und astronomisch und bestimmte das Gute als „Eines“ (hen); den Gegensatz zur Einheit dieses Einen bildete für ihn die „unbestimmte Zweiheit“ (aóristos dyás).
Zu den Merkmalen des Guten gehört bei Platon seine ordnungsstiftende Funktion. Die Idee des Guten ist das Ordnungsprinzip schlechthin, das die Vielheit strukturiert und damit – soweit möglich – in der Vielheit Einheit verwirklicht. Sie wirkt der Tendenz der vielen Einzeldinge zur Zerstreuung ins Grenzenlose und Unbestimmte entgegen. In der Ordnung (táxis) und Wohlgefügtheit von Phänomenen zeigt sich deren Gutheit, die ihnen von den jeweils beteiligten Ideen vermittelt wird. Die innere Ordnung der Dinge ist die Ursache von deren Tauglichkeit oder Vortrefflichkeit sowie der in ihnen wahrnehmbaren Harmonie. Im Dialog Philebos, der vom Guten für den Menschen handelt, wird das „gemischte“ Leben, in dem Vernunft und Lust ihren angemessenen Platz einnehmen, als das gute Leben bestimmt. Das Maß (symmetría) ist der Faktor, der in erster Linie bestimmt, ob eine Mischung gut ist. Damit hängt der Schönheitsaspekt des Guten zusammen; im Dialog Timaios wird festgestellt, alles Gute sei schön und das Schöne könne nicht ohne das Maß sein.

#### Ontologische Einordnung
Gegenüber den anderen Ideen nimmt die Idee des Guten eine Sonderstellung ein. Ontologisch ist sie ihnen allen übergeordnet, das heißt, sie hat in der Hierarchie der seienden Dinge den höchsten Rang. So wie die Ideen den Sinnesobjekten ihr Sein verleihen, verleiht die Idee des Guten allen anderen Ideen deren Sein. Nur durch Teilhabe an ihr sind die anderen Ideen gut und damit wertvoll. Somit ist die Idee des Guten das höchste Prinzip und die Ursache des Seins und der Gutheit von allem.
Die Frage, ob für Platon die Idee des Guten zusammen mit den anderen Ideen den Bereich des wahren Seins ausmacht oder ob sie diesem Bereich übergeordnet, also „seinstranszendent“ ist, ist in der Forschung sehr umstritten. Die Forschungskontroversen drehen sich hauptsächlich um eine Stelle in Platons Auslegung seines Sonnengleichnisses, wo festgestellt wird, das Gute sei „nicht die Ousia“, sondern „jenseits der Ousia“ und übertreffe sie an Ursprünglichkeit und Macht. Der Begriff Ousia (wörtlich „Seiendheit“) wird gewöhnlich mit „Sein“ oder „Wesen“ übersetzt; bei Platon kommen beide Bedeutungen vor. Strittig ist, welche Bedeutung hier vorliegt und ob „jenseits der Ousia“ im Sinne einer absoluten Transzendenz zu verstehen ist.
Nach der Interpretation einer Reihe von einflussreichen Philosophiehistorikern wird hier behauptet, die Idee des Guten sei dem unwandelbaren und vollkommenen Sein der rein geistigen Wirklichkeit übergeordnet, also in Bezug auf dieses vollendete Sein transzendent. Die Idee des Guten unterscheidet sich nach dieser Auffassung von allen anderen Ideen prinzipiell dadurch, dass sie zwar anderem Sein verleiht, aber selbst nicht dem Bereich des Seins angehört, sondern diesen übersteigt. Da sie der Grund des Seins aller anderen Ideen ist, verdankt der Bereich, dem diese Ideen angehören, ihr seine Existenz. Als Ursache dieses gesamten Bereichs kann sie ihm selbst nicht angehören, sondern muss ontologisch oberhalb von ihm verortet werden; sie ist „überseiend“.
Manche Forscher folgern hieraus, das im Sonnengleichnis thematisierte Gute sei – wie schon die antiken Neuplatoniker meinten – mit dem „Einen“ gleichzusetzen, das in Platons Dialog Parmenides behandelt wird und im Neuplatonismus das seinstranszendente absolute Prinzip ist.
Der Gegenmeinung zufolge hat Platon die Idee des Guten zwar scharf von den übrigen Ideen abgegrenzt und ihr eine einzigartige Vorrangstellung zugewiesen, aber sie innerhalb des Bereichs des überzeitlichen Seins der Ideen verortet. Demnach handelt es sich nicht um ein „Übersein“, sondern nur um ein besonderes Sein, das sich vom Sein der anderen Ideen unterscheidet. Zugunsten dieser Deutung lassen sich eine Reihe von Äußerungen Platons anführen, die zeigen, dass er es – zumindest aus einer bestimmten Betrachtungsperspektive – für legitim hielt, das Gute in den Bereich des Seins einzuordnen. Beispielsweise nannte er es „das Seligste des Seienden“ und „das Glänzendste des Seienden“.
Rafael Ferber glaubt, zwischen der Behauptung der Seinstranszendenz im Sonnengleichnis und den Stellen, an denen das Gute als Seiendes aufgefasst wird, bestehe ein von Platon gewollter Widerspruch, der dem Leser zeigen solle, dass die Idee des Guten nicht widerspruchsfrei sprachlich darstellbar sei. Da diese Idee auch das Denken transzendiere, gerate dieses hier in ein unvermeidliches Paradox. Theodor Ebert hingegen folgert aus der Struktur des Sonnengleichnisses, die Idee des Guten sei dem Denken ebenso zugänglich wie die Sonne der Sehkraft. Somit habe Platon sie nicht für denktranszendent gehalten. Er habe ihr auch keine Seinstranszendenz zugeschrieben, denn mit der Ousia, von der er sie abgrenzt, sei nur das Wesen der Erkenntnisobjekte gemeint, nicht das Sein.
Gerhard Seel vertritt eine Deutung von Platons Verständnis des Guten, wonach nur etwas, was aus Relationen besteht, als „gut“ bezeichnet werden kann, und zwar nur insoweit es aus Relationen besteht. Nach Seels Hypothese ist die Idee des Guten nicht seinstranszendent. Sie ist die Idee der logischen Prinzipien, nach denen die intelligible Welt strukturiert ist.

#### Die Erkenntnis der Idee des Guten
Die zentrale Stellung der Idee des Guten in der Ideenlehre hat auch Konsequenzen für Platons Erkenntnistheorie. Dieser zufolge wird alles menschliche Wissen erst dadurch nützlich und vorteilhaft, dass ein korrekter Bezug zur Idee des Guten hergestellt wird. Nur dieser Bezug ermöglicht echtes Wissen, das nicht von ungeprüften Annahmen ausgeht, sondern von der Kenntnis der wahren Ursache all der Dinge, auf die es sich bezieht. Beispielsweise verleiht die Idee des Guten allen Tugenden Funktion und Zweck. Daher kann man eine Tugend nur dann völlig verstehen und infolgedessen auch wahren, wenn man weiß, inwiefern sie gut ist.
Daraus ergibt sich, dass die Erkenntnis der Idee des Guten das eigentliche Ziel des philosophischen Erkenntnisstrebens sein muss. Allerdings hob Platon hervor, dass solche Einsicht schwer zu erlangen sei; der Weg zu ihr sei weit und mühevoll. Es gehe hier um die „größte Lektion“, das „am meisten zu Lernende“ (mégiston máthēma). Der platonische Sokrates erhebt nicht den Anspruch, er selbst habe das Ziel schon erreicht. Er betont seine Unwissenheit und stellt seine Auffassung über das Gute als bloße Meinung dar.
Trotz der außerordentlichen Schwierigkeit dieser Aufgabe ging Platon von der prinzipiellen Erkennbarkeit der Idee des Guten aus. Er meinte, ein Philosoph könne bei ihr „ankommen“ und damit das Endziel der philosophischen Suche erreichen. Wem dies gelinge, der erschließe sich damit den Zugang zu einem umfassenden Wissen, das ihn für eine Führungsrolle im Staat qualifiziere. Das Ankommen bei der Idee des Guten fasste Platon zwar als Erkenntnisvorgang auf, aber er beschrieb diesen Erkenntnisakt metaphorisch mit Ausdrücken, die er dem Bereich der Sinneswahrnehmung entnahm (Berühren, Sehen, Erblicken, Schauen). Damit deutete er an, dass nicht ein begrifflich-diskursives Erschließen gemeint ist, sondern eine direkte Begegnung mit einer Wirklichkeit jenseits des schlussfolgernden Denkens. Das diskursive Denken wird jedoch dadurch nicht abgewertet. Es muss ausgebildet werden, denn seine Leistungsfähigkeit ist auch für die Erkenntnis des an sich Guten eine unentbehrliche Voraussetzung. Nicht nur bei der Vorbereitung der „Schau“ wird es benötigt, sondern auch nach ihr bei der Erfassung der ursächlichen Funktion des Guten für die Weltordnung.
Christina Schefer weist darauf hin, dass ein Wissen, das sich auf das an sich Gute bezieht, kein Wissen im normalen Sinn sein kann, wenn das Gute mit dem Einen gleichgesetzt wird. Wissen muss nach Platons eigenem Verständnis begründbar sein und Begründung hieße Zurückführung auf etwas Übergeordnetes. Dies ist beim obersten Prinzip unmöglich. Daraus schließt Schefer, das „Wissen“ um das Gute könne nur intuitiv sein, es müsse auf einer nicht objektivierbaren Erfahrung beruhen. Eine intuitive Erfahrung könne weder richtig noch falsch sein, sie lasse sich weder begründen noch mitteilen. Daher spricht Schefer von Platons „unsagbarer Erfahrung“ und vergleicht diese mit der religiösen Erfahrung in den Mysterien.
Platon betonte, dass zu den Voraussetzungen für die Schau des schlechthin Guten nicht nur die richtige Betätigung des Denkens gehöre. Es geht nach seiner Überzeugung nicht nur um eine Leistung des Intellekts, sondern die ganze Seele muss „umgewendet“ und auf das Gute ausgerichtet werden. Für den Philosophen, der das Ziel erreichen will, ist somit neben der intellektuellen Qualifikation auch eine ethische erforderlich.
Umstritten ist in der Forschung, ob Platon nicht nur die Erkennbarkeit des an sich Guten theoretisch postuliert hat, sondern auch eine Lehre vom Guten ausgearbeitet hat, deren Inhalt er als gesichertes Wissen betrachtete. Manche Befürworter der Hypothese einer ungeschriebenen Lehre Platons bejahen diese Frage. Sie meinen, er habe seine Auffassung nicht schriftlich fixiert, sondern habe sie nur in seiner Schule, der Akademie, mündlich vorgetragen und ausnahmsweise in dem Vortrag Über das Gute der Öffentlichkeit präsentiert. Andere Forscher bestreiten die Existenz einer ungeschriebenen Lehre oder glauben, diese sei unfertig geblieben; Platon habe sein Ziel, das Gute philosophisch befriedigend zu bestimmen, nicht erreicht oder gar die prinzipielle Unerreichbarkeit einsehen müssen.

### Kyrenaiker
Die von Platon bekämpfte Auffassung, das Gute bestehe in der Lust, war offenbar schon zu seiner Zeit in hedonistischen Kreisen verbreitet. Zu dieser Lehre bekannten sich die Kyrenaiker, die Anhänger einer philosophischen Richtung, als deren Begründer Aristippos von Kyrene gilt. Die kyrenaische Philosophie wurde aber wohl erst von Aristippos’ Enkel Aristippos dem Jüngeren im Detail ausgearbeitet. Die Kyrenaiker hielten ausschließlich die individuellen Empfindungen für erkennbar. Mit „Empfindungen“ meinten sie die Folgen der Einwirkungen äußerer Gegenstände und Vorgänge auf den Körper. Die Einwirkungen lösen körperliche Reaktionen aus, die der Betroffene über seine Sinnesorgane wahrnimmt und als angenehme oder unangenehme Empfindungen registriert. Die Ursachen der Empfindungen entziehen sich nach der kyrenaischen Erkenntnistheorie prinzipiell der menschlichen Kenntnis und sind daher für den Menschen nicht relevant. Daraus folgte für diese Philosophen, dass es auch in der Ethik kein anderes Kriterium als die Qualität der Empfindung geben kann. Daher setzten sie das Gute mit den angenehmen oder lustvollen Empfindungen gleich, das Schlechte mit den unangenehmen oder schmerzlichen. Dies begründeten sie damit, dass es der Natur aller Lebewesen entspreche, die Lust zu erstreben und den Schmerz zurückzuweisen. So verhalte sich der Mensch spontan von Kind an. Unter „Lust“ verstanden sie in erster Linie oder sogar ausschließlich körperliche Lustempfindungen. Eine moralische Bewertung unterschiedlicher Lüste nahmen sie nicht vor. Die Lust stellten sie über die Eudaimonie, da die Eudaimonie das gesamte Leben umfasst, die Lustempfindung hingegen immer nur die Gegenwart betrifft. Nach der kyrenaischen Lehre existiert nur die Gegenwart, da die Vergangenheit nicht mehr ist und die Zukunft noch nicht. Somit ist nichts außer der gegenwärtigen Empfindung für den Menschen relevant.

### Aristoteles

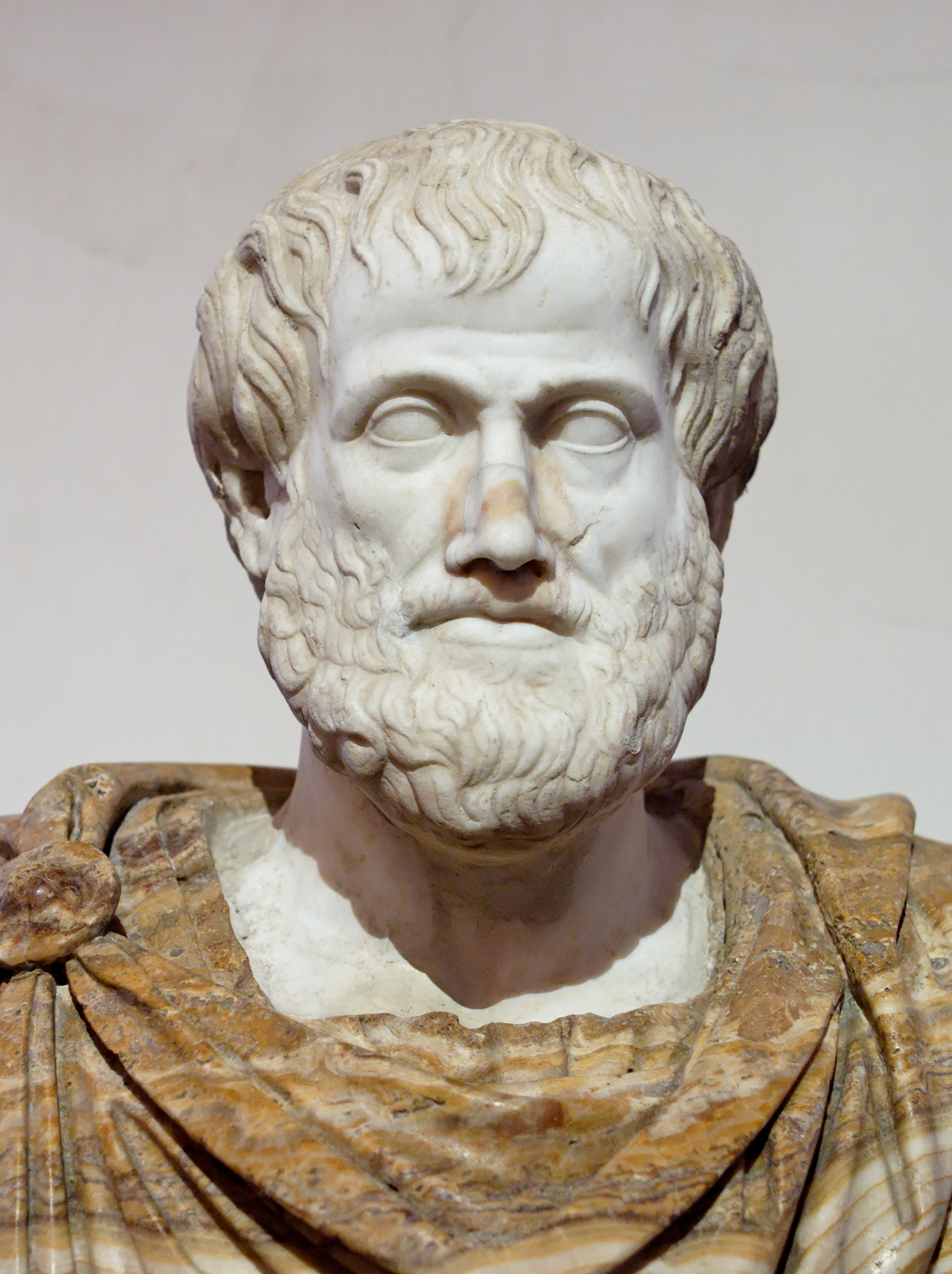
Aristoteles, Büste im Palazzo Altemps, Rom

Aristoteles verwarf Platons Ideenlehre und damit auch die Vorstellung, es gebe eine einheitliche, ontologisch eigenständige Idee des Guten, die allen Erscheinungsformen des Guten als deren Ursache zugrunde liege. Er betonte die Vieldeutigkeit des Wortes „gut“, das in verschiedenen Kategorien verwendet werde: Sowohl eine Substanz als auch eine Qualität, eine Quantität, eine Relation, eine Zeit und ein Ort könne als „gut“ bezeichnet werden. Daraus sei ersichtlich, dass es keine übergreifende, allgemeine und zugleich einheitliche Idee des Guten geben könne. Außerdem sei ein absolutes Gutes für die Praxis bedeutungslos; jeder Berufstätige wolle sein besonderes Gut hervorbringen, und dabei sei ein Wissen über „das Gute selbst“ für ihn nutzlos.
Aristoteles stellte fest, alles Handeln sei auf ein Gut ausgerichtet. Daher sei das Gut (oder das Gute) als das, wonach alles strebt, zu definieren. Das Gute sei bei jeder Handlung, bei jedem Entschluss, bei jedem praktischen Können dasjenige, um dessentwillen alles andere unternommen wird, beispielsweise bei der Heilkunst die Gesundheit, bei der Feldherrnkunst der Sieg, bei der Baukunst das Haus. Damit entschied sich Aristoteles für eine rein relationale Bestimmung des Guten als menschliches Ziel. Er unterschied zwischen verschiedenen Arten von Zielen und stellte eine Rangordnung der angestrebten Güter auf. Diese Hierarchie kann nach seiner Überzeugung nicht nach oben offen sein, da sonst ein infiniter Regress vorliegt, wodurch das Voranschreiten zu immer höheren Zielen endlos und damit „leer und sinnlos“ wird. Somit muss es ein höchstes Gut als Endziel geben. Das höchste Gut wird als einziges immer und ausschließlich um seiner selbst willen erstrebt. Die Kenntnis dieses Gutes ist für die Lebensführung von entscheidender Bedeutung. Aristoteles bekannte sich zu der Ansicht „fast aller“, wonach das höchste Gut die Eudaimonie ist. Sie wird dann erreicht, wenn der Mensch die Leistung erbringt, die für ihn aufgrund seiner menschlichen Natur charakteristisch ist. Dies geschieht, wenn er sich gemäß der Vernunft betätigt, und zwar nicht nur zeitweilig, sondern sein Leben lang. Für den Philosophen bedeutet dies wissenschaftliche Tätigkeit, die zur Erkenntnis und Betrachtung der Wahrheit führt. Hierin sah Aristoteles die schlechthin beste Lebensweise. Für das Zweitbeste hielt er ein tugendhaftes Leben als Politiker. Daneben sind aber auch äußere Güter (beispielsweise Freunde) für die Eudaimonie erforderlich.

### Epikur
Epikur und die Epikureer nahmen wie die Kyrenaiker an, dass das Gute und das Übel nichts Objektives seien, sondern reine Bewusstseinsgegebenheiten, die vom subjektiven Empfinden des jeweiligen Individuums abhängen. Demnach setzt sich jeder seine Werte selbst und entscheidet allein darüber, was für ihn gut oder übel ist. Eine sittliche Weltordnung gibt es nicht. Die Lust, der alle Lebewesen von Geburt an – also von Natur aus – zugetan sind, ist das höchste Gut, denn sie ist der einzige Selbstzweck, um dessentwillen alles geschieht. Gemeint ist bei Epikur stets sinnliche Lust. Im Gegensatz zu früheren Hedonisten setzte er die höchstmögliche Lust mit der Abwesenheit aller Unlust gleich.

### Stoa
Die Stoiker betrachten das Gute als objektive Gegebenheit, womit sie an die platonische Lehre anknüpfen. Den Maßstab für die Gutheit oder Schlechtigkeit liefert ihnen die Natur (phýsis). Als Gesamtnatur, die sich in der Ordnung des Kosmos zeigt, ist sie aus stoischer Sicht vollkommen. Alle natürlichen Dinge und Ereignisse stehen untereinander in einem harmonischen Zusammenhang und sind sinnvoll in das gute Weltganze eingebettet. Insofern sind sie gut. Jeweils einzeln für sich betrachtet können sie aber Mängel aufweisen und müssen dann in dieser Hinsicht als naturwidrig und schlecht bezeichnet werden. Insoweit sie das verwirklichen, was ihre besondere Natur ihnen vorgibt, sind sie nicht nur im Rahmen des Weltganzen, sondern auch für sich gut.
Hinsichtlich des Menschen ist nach der stoischen Lehre dasjenige gut, was zur Eudaimonie beiträgt. In Übereinstimmung mit Aristoteles meinen die Stoiker, dass das Gute dann verwirklicht wird, wenn sich das Vernunftwesen gemäß seiner Natur als solches verhält und darin zur Vollendung gelangt. Dies geschieht, wenn der Mensch tugendhaft lebt. Dann ist sein Leben geglückt und die Eudaimonie gegeben. Zu ihr tragen ausschließlich die Tugenden bei. Alles Vorteilhafte, was seinem Wesen nach nicht zur Tugend gehört, beispielsweise Reichtum, Gesundheit und Schönheit, ist für die Eudaimonie belanglos. Derartige Annehmlichkeiten sind daher aus stoischer Sicht keine Güter. Das Gute hat keine Abstufungen, es ist ein Zustand der Vollendung und als solcher nicht graduell, sondern nur entweder gegeben oder nicht.

### Skeptiker
Die antiken Skeptiker wandten sich gegen alle „dogmatischen“ Lehren, deren Vertreter behaupten, mit ihren Argumenten den Beweis für die Richtigkeit von Urteilen führen zu können. Die skeptische Position besagt, dass solche Argumente regelmäßig als nicht zwingend erwiesen werden können und man sich daher des Urteils enthalten soll. Dies gilt auch für alle Versuche, die Existenz von etwas objektiv Gutem zu beweisen oder etwas als von Natur aus gut zu bestimmen. Daher ist für alle Aussagen, wonach etwas gut oder das Gute schlechthin ist, der Anspruch auf gesicherte objektive Gültigkeit zurückzuweisen. Werturteile sind nicht nur sachlich unberechtigt, sondern sie führen auch zu Störungen der Seelenruhe, bewirken also ein Übel und sind somit selbst ein Übel.

### Mittelplatoniker
Die Mittelplatoniker pflegten das oberste Prinzip mit der Idee des Guten gleichzusetzen. Dieses Prinzip war für sie die erste und höchste Gottheit. Manche von ihnen identifizierten die höchste Gottheit überdies mit dem Weltschöpfer, dem Demiurgen. Anderer Meinung war Numenios; er unterschied zwischen der höchsten, absolut transzendenten Gottheit, die das Gute an sich ist und in keiner direkten Beziehung zu den materiellen Dingen steht, und dem ihr untergeordneten Schöpfergott.

### Neuplatoniker
Plotin, der Begründer des Neuplatonismus, verwarf die bei Mittelplatonikern und Neupythagoreern verbreitete Gleichsetzung des Nous (der Weltvernunft) mit dem obersten Prinzip, dem absolut undifferenzierten, überseienden Einen. In seinem System ist der Nous, der ontologische Ort der platonischen Ideen, eine dem Einen untergeordnete Hypostase (Wirklichkeitsebene). Nach Plotins Überzeugung kann das Eine, wenn es an und für sich betrachtet wird, nicht als etwas Bestimmtes bezeichnet werden, da es absolut transzendent und somit jeder positiven Bestimmung entzogen ist. Unter diesem Gesichtspunkt ist also auch die Aussage, das Eine sei das Gute, unzulässig. Aus dem Blickwinkel der denkenden Person hingegen erscheint das Eine als etwas Höheres und damit Gutes. Aus dieser Perspektive betrachtet kann es daher als „gut“ bezeichnet werden. Im Unterschied zum überseienden Einen, das nur für das unter ihm Stehende als gut erscheint, ist der Nous nach Plotins Lehre an und für sich gut, denn er weist das Höchstmaß an Vollkommenheit auf, das einem Seienden zu eigen sein kann.
Aus der Sicht Plotins und der späteren Neuplatoniker sind Gutsein und Schlechtsein nicht zwei gegensätzliche Qualitäten, die ein Ding aufweisen kann, sondern alles Seiende ist als solches notwendigerweise gut. Dies ergibt sich aus dem hierarchischen Aufbau und der einheitlichen Natur der gesamten Wirklichkeit im monistischen Weltbild des Neuplatonismus. Alles Niedrigere ist ein Erzeugnis von etwas Höherem, nach dessen Vorbild es gestaltet ist und an dessen Eigenschaften es Anteil hat, soweit seine Daseinsbedingungen das gestatten. Letztlich ist alles auf das Eine, das erste und oberste Prinzip, zurückführbar. Das Eine ist aus der Perspektive von allem, was aus ihm hervorgegangen und ihm ontologisch untergeordnet ist, das Höchste und das Gute schlechthin. Da somit der Ursprung von allem vollkommen und einheitlich ist, kann „das Schlechte“ nicht als ein aus dieser absolut guten Quelle hervorgegangenes Seiendes aufgefasst werden. Daher kann dem Schlechten keine eigenständige Existenz zukommen. Vielmehr ist die Schlechtigkeit nichts als ein Mangel; sie besteht nur im mangelnden Vorhandensein des Guten. Daher gibt es nichts, dem „Schlechtigkeit“ als reale Eigenschaft zuzuordnen ist.
Plotin sah in der Gutheit des Einen den Grund für die Entstehung der Welt. Das Gute habe nicht „bei sich selbst stehen bleiben“ können, „gleichsam mit sich kargend oder aus Schwäche“. Daher habe etwas aus ihm hervorgehen müssen. Das Gute könnte nicht gut sein, wenn es nicht etwas von sich einem Anderen mitteilen würde.
Der spätantike Neuplatoniker Proklos unterschied drei Formen des Guten: das Gute im Menschen, das Gute als platonische Idee und das absolut transzendente Gute schlechthin, das er mit dem Einen gleichsetzte und als den „ersten Gott“ bezeichnete. Das absolut transzendente Gute ist jenseits von allem, was gedacht, erkannt und gesagt werden kann, doch kann man sich ihm annähern, indem man den Blick auf drei Erscheinungsformen seiner Selbstentfaltung richtet: Schönheit, Symmetrie und Wahrheit. Das Gute als das Eine ist überseiend, es schließt alle Formen des Seins aus, wie in Proklos’ Kommentar zu Platons Dialog Politeia betont wird. Die Idee des Guten hingegen ist das seiende Gute, dem die anderen Ideen verdanken, dass sie sein und wirken können. Proklos wandte sich gegen die Gleichsetzung der Idee des Guten mit dem Demiurgen; er war der Überzeugung, dass der Demiurg dieser Idee untergeordnet ist. Dabei legte er Wert auf die Feststellung, dass dies keine Abwertung der Gutheit des Demiurgen bedeute, denn dieser sei hinsichtlich seiner besonderen Funktion als Schöpfer der Beste. Demnach verwirklicht der Demiurg das Maximum des hinsichtlich dieser Funktion möglichen Guten.

### Kirchenväter
Die Kirchenväter waren von stoischem und platonischem Gedankengut sowie von der Philosophie und Theologie des jüdischen Denkers Philon von Alexandria beeinflusst. Philon hatte einerseits Gott als das höchste und vollkommenste Gute und als Ursache alles dem Menschen begegnenden Guten betrachtet, andererseits aber auch die Auffassung geäußert, Gott stehe noch über dem Guten.
Die Verwirklichung des Guten im menschlichen Leben sahen die Kirchenväter in der Ausrichtung des Willens auf Gott, die sich darin zeigt, dass der Christ das ewige Leben im Himmel anstrebt, das für ihn das höchste Gut darstellt. Das Gute an und für sich setzten sie mit Gott gleich. Allerdings waren sie auch von der platonischen Skepsis hinsichtlich der Berechtigung positiver Aussagen über das höchste Prinzip beeinflusst. Schon bei den Theologen der frühen patristischen Zeit fand dieser Ansatz („negative Theologie“) viel Anklang. Clemens von Alexandria meinte, Gottes Wesen sei gedanklich nicht zu erfassen und somit auch nicht mit Worten ausdrückbar. Er sei unzugänglich und unaussprechlich, gestalt- und namenlos. Daher seien auch Begriffe wie „das Gute“ nur begrenzt hilfreich und nicht im eigentlichen Sinne auf Gott anwendbar. Die Bestimmungen, die Gott beigelegt werden, seien nur im Sinne von Analogien zu Bekanntem berechtigt; wirkliche Kenntnis könnten sie nicht vermitteln. Im Rahmen der Beschränkungen, denen menschliche Erkenntnisbemühungen unterliegen, sei ihnen aber ein gewisser Wert zuzubilligen.
Der sehr einflussreiche Kirchenvater Augustinus († 430) griff in seinen Ausführungen über das Gute und dessen Mangel auf neuplatonische Gedankengänge zurück. Sein Anliegen war die Lösung des Problems der Theodizee, des Auftretens des Bösen in der Schöpfung eines absolut guten Gottes. Er ging davon aus, dass ausnahmslos alles von Gott Geschaffene gut ist, teilte also die Überzeugung der Neuplatoniker, wonach nur Gutes als seiend bezeichnet werden kann, und erklärte jedes Übel als bloßen Mangel oder Defekt. Demnach ist das Übel nichts als eine Minderung oder partielle Abwesenheit des Guten, eine in ihren Auswirkungen begrenzte Störung der guten Weltordnung. Die Gutheit Gottes ist nach Augustinus’ Auffassung der Grund für die Erschaffung der Welt. Dabei berief sich der Kirchenvater auf Platon, der in seinem Dialog Timaios diesen Gedanken ausgesprochen hatte.
Ein unbekannter spätantiker Autor, der sich Dionysios nannte und im Mittelalter mit Dionysius Areopagita, einem in der Apostelgeschichte erwähnten Schüler des Apostels Paulus, identifiziert wurde, arbeitete ein detailliertes Konzept der Aussagen über Gott aus, das eine sehr starke Nachwirkung erzielte. Dieser Autor, der als Pseudo-Dionysius Areopagita bezeichnet wird, erörterte die Unterschiede zwischen der positiven („kataphatischen“) und der negativen („apophatischen“) Theologie. Die positive Theologie folgert aus der Gutheit des von Gott Geschaffenen, dass Entsprechendes in Gott als der Ursache des Geschaffenen vorhanden sein müsse. Da der Schöpfer dem Geschaffenen die Gutheit verliehen habe, müsse er sie selbst besitzen. Die negative Theologie hingegen stellt fest, dass keine Bezeichnung Gott wirklich zukommen könne, da keine positive Aussage über ihn seiner Transzendenz gerecht werde. Daher seien alle Worte und Namen bis hin zu höchstrangigen Begriffen wie Gutheit als Aussagen über Gott zu verwerfen. Beiden Ansätzen billigte Pseudo-Dionysios eine begrenzte Berechtigung zu. Einen Ausweg fand er in der Hinwendung zu „Über-Aussagen“ mit dem Präfix über-, etwa „überseiend“ oder „übergut“. Letztlich betrachtete er aber auch die Über-Aussagen nur als Hilfsmittel und nicht als Tatsachenbehauptungen über das Wesen Gottes.

## Mittelalter
Mittelalterliche Theologen und Philosophen gingen in ihrer Auseinandersetzung mit der Thematik des Guten zunächst von den Voraussetzungen und Fragestellungen ihrer antiken Vorgänger aus. Die Autorität der Kirchenväter blieb im gesamten Mittelalter ein gewichtiger Faktor. In der scholastischen Theologie und Philosophie wurden aber auch neue Ansätze gefunden und diskutiert.

### Eriugena

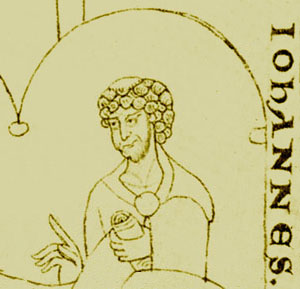
Darstellung Eriugenas in der Handschrift Paris, Bibliothèque Nationale, Lat. 6734

Im 9. Jahrhundert entwickelte der irische Gelehrte Johannes Scottus Eriugena ein stark vom Neuplatonismus und von Pseudo-Dionysios beeinflusstes philosophisch-theologisches System, das er in seinem Hauptwerk, der Schrift Periphyseon („Über Naturen“), darlegte. Dort setzte er sich mit der Problematik der positiven und negativen Theologie auseinander und untersuchte die Frage der Gültigkeit von Aussagen über Gott.
Begriffe, die in der Bibel zur Charakterisierung Gottes verwendet werden, dürfen nach Eriugenas Überzeugung nur in Aussagen über wahrnehmbare Wirklichkeit wörtlich verstanden werden. In Aussagen über Gott ist ihre Bedeutung stets eine übertragene. Daher kann Gutheit nur im übertragenen Sinn (translative) von ihm ausgesagt werden. Er ist die Ursache des Vorhandenseins der Eigenschaft Gutheit in den von ihm geschaffenen Dingen. Da er ihnen diese Beschaffenheit verliehen hat, ist sie auch ihm selbst zuzusprechen. Unter diesem Gesichtspunkt ist die Aussage „Gott ist gut“ legitim. Aber in einem zweiten Schritt wird sie im Sinne der negativen Theologie verneint. Damit gelangt man zur Feststellung „Gott ist nicht gut“. Das bedeutet, dass die Eigenschaft „gut“ ihm nicht in dem Sinne zukommt, in dem dieser Begriff zur Beschreibung von Geschaffenem verwendet wird. Sie kennzeichnet sein Sein nicht in der Weise, wie sie das Sein des von ihm Verursachten kennzeichnet. Im dritten Schritt kehrt man zur positiven Aussage zurück, indem diese erweitert und damit der Anstoß beseitigt wird: „Gott ist mehr als gut“. Da das „mehr als“ nicht näher bestimmt wird, stellt der Satz ein bestimmtes Nichtwissen fest. Gott ist nicht im eigentlichen Sinn (proprie) Gutheit, weil Gutheit die Verneinung ihres Gegenteils bedeutet, Gott jedoch sich jenseits aller Gegensätze und damit auch des Gegensatzes von Gut und Böse befindet.
Im Bereich der Schöpfung beruht für Eriugena sowohl das Gutsein als auch das Sein aller Dinge auf der Gutheit des Schöpfers, an der die Dinge direkt oder indirekt teilhaben. Unter den Entstehungsgründen (primordiales causae) der geschaffenen Dinge steht die Gutheit (bonitas) an erster Stelle. Alles Seiende ist nur insoweit ein solches, als es gut ist; die Gutheit setzt das Sein nicht voraus, sondern verursacht es und ist ihm somit übergeordnet.

### Christliche Konzepte im Hoch- und Spätmittelalter
Im Hoch- und Spätmittelalter wurde das Gute einerseits unter dem Aspekt der Identifizierung Gottes mit dem schlechthin Guten oder höchsten Gut thematisiert, andererseits als sittlich Gutes im Handeln des Menschen untersucht. Dabei stellte sich auch die Frage nach dem Verhältnis des begrenzten geschöpflichen Guten zum vollkommenen göttlichen Guten. Unter ethischem Gesichtspunkt ging es insbesondere um die Bestimmung dessen, was das sittlich gute Handeln des Menschen zu etwas Gutem macht. Scholastische Theologen und Philosophen versuchten zu klären, unter welchen Voraussetzungen eine Handlung als gut bezeichnet werden kann und welche Rolle dabei die Unterscheidung zwischen verschiedenen Arten von Gutheit spielt.
Viel Anklang fand die aus der Tradition des Platonismus stammende Überlegung, dass es zur Natur des Guten gehöre, sich mitzuteilen, sich auszugießen und zu verströmen. Der Grundsatz, das Gute sei selbstverströmend (bonum est diffusivum sui), gehörte zum Lehrgut hoch- und spätmittelalterlicher Theologen. Besonders bei Bonaventura spielte er eine wichtige Rolle. Bonaventura meinte, die Gutheit des Schöpfers habe ihn nicht nur zur Schöpfung als einer Selbstmitteilung veranlasst, sondern das Verströmen sei auch als innere Selbstentfaltung der Gottheit zu verstehen.
Die hochmittelalterlichen Vorstellungen vom schlechthin Guten basieren vor allem auf dem Gedankengut spätantiker Autoritäten wie Augustinus und Pseudo-Dionysios, die neuplatonische Konzepte aufgegriffen und für christliche Zwecke verwertet hatten. Im 11. Jahrhundert formulierte Anselm von Canterbury, dessen Theologie von der augustinischen Tradition geprägt ist, in seiner Schrift Monologion einen Gottesbeweis, für den er von Überlegungen über das Gute und die Güter ausging. Den Ausgangspunkt bildet die seit der Antike geläufige Annahme, dass alle das anstreben, was sie für gut halten. Es gibt unzählige verschiedenartige Güter, die von verschiedenen Menschen geschätzt und für gut befunden werden. Daher stellt sich die Frage, ob es einen einzigen gemeinsamen Grund dafür gibt, dass für diese vielen Güter Gutheit beansprucht wird, oder ob eine Vielheit von Gründen dies bewirkt. Letzteres meinte Anselm widerlegen zu können. Nach seiner Argumentation kann nur dann über verschiedene Dinge eine vergleichende Aussage gemacht werden (beispielsweise dass sie die Eigenschaft Gutheit gemeinsam haben), wenn das Ausgesagte in ihnen allen als dasselbe verstanden wird. Jede Vergleichbarkeit setzt einen gemeinsamen Vergleichsgrund als Ordnungsprinzip voraus. Somit können Dinge nur dann gut sein, wenn es etwas ihnen Gemeinsames gibt, durch das sie gut sind. Dieses Gemeinsame muss etwas Anderes sein als das, was die Dinge selbst sind, und es muss im Unterschied zu ihnen durch sich selbst gut sein, da es Gutheit nur verleiht und nicht empfängt. Somit ist es hinsichtlich der Gutheit das Höchste. Daraus folgerte Anselm, dass es das höchste Gut (Gott) geben muss.
Im 13. Jahrhundert entstanden große Werke, die speziell das Gute zum Thema haben. Philipp der Kanzler († 1236) verfasste eine umfangreiche Summa de bono („Summe über das Gute“), in der er als erster mittelalterlicher Autor eine systematische Darstellung seiner Theologie unter dem Gesichtspunkt des Guten, das ihm als Ordnungsprinzip diente, bot. Ihm folgte der berühmte Gelehrte Albert der Große († 1280) mit seinem ebenfalls als „Summe“ abgefassten Werk De bono („Über das Gute“), in dem er das Gute sowohl unter ontologischem als auch unter moralischem Gesichtspunkt behandelte. Das Hauptwerk Ulrichs von Straßburg († 1277), eines Schülers Alberts des Großen, trägt den Titel De summo bono („Über das höchste Gut“); es sollte als Lehrbuch Alberts theologisches und philosophisches Gedankengut systematisch darstellen.
In der scholastischen Philosophie des 13. Jahrhunderts wurde die Lehre von den später so genannten Transzendentalien herausgebildet. Bei diesen handelt es sich nach mittelalterlichem Verständnis um die „gemeinsamsten“ (communissima) Begriffe, die im Gegensatz zu „kategorialen“ Begriffen nicht nur in einer Kategorie, sondern in jeder – also von allem – ausgesagt werden können und nicht auf etwas Früheres zurückführbar sind. Eine Transzendentalie in diesem Sinne ist neben „seiend“, „eines“ und „wahr“ auch „gut“. Thomas von Aquin († 1274) bestimmte, die Definition des Aristoteles aufgreifend, das Gute als Übereinstimmung (convenientia) des Seienden mit dem Streben und stellte den Grundsatz auf, dass alles, insofern es ist, gut ist; „gut“ und „seiend“ sind nach dieser Lehre austauschbar (convertuntur). Das Schlechte gehört nicht zur Wirklichkeit, sondern besteht nur in deren Beeinträchtigung. Diesen Grundsatz vertrat Thomas allerdings nur in der Ontologie hinsichtlich des Seienden als solchen. In der Ethik schrieb er dem sittlich Bösen eine Realität zu, wenn auch nur als mentale Gegebenheit, nicht im Sinne einer außermentalen Existenz und einer eigenen Natur.
Hinsichtlich der Frage, was die Gutheit des sittlich guten Handelns ausmacht, gingen die Meinungen der mittelalterlichen Denker auseinander. Im 12. Jahrhundert stellte der Philosoph Petrus Abaelardus den Grundsatz auf, es komme nur auf die Absicht an. Er meinte, die Gutheit hänge allein vom Ziel des Willens ab, das äußere Ergebnis der Handlung spiele für die Bewertung keine Rolle. Eine durch die Tat erzielte Wirkung sei nicht an und für sich gut, sondern nur weil die Absicht des Handelnden dem Willen Gottes entspreche. Die Mehrheit der mittelalterlichen Gelehrten teilte diese Auffassung aber nicht, sondern wies dem äußeren Akt eine sittlich relevante Gutheit zu, die er durch sich selbst aufweise. Man unterschied zwischen dem „Guten der Gattung nach“ (bonum in genere), das bei Handlungen vorliegt, die ihrem Typus nach gut sind (beispielsweise Akte der Mildtätigkeit), und dem „durch die Umstände Guten“ (bonum ex circumstantia). Zu den Umständen gehören die Absichten des Handelnden und die Haupt- und Nebenfolgen seiner Tat. Beispielsweise ist das Almosengeben der Gattung nach gut, kann aber durch die Umstände schlecht sein, wenn es aus einem verwerflichen Motiv (etwa Eitelkeit) erfolgt. Umgekehrt kann eine Tat, die eigentlich ihrem Typus nach schlecht ist, durch die Umstände ethisch gerechtfertigt und damit umstandsbedingt gut sein, etwa wenn durch sie ein größeres Übel vermieden wird. Die Abwägung im Einzelfall obliegt der menschlichen Vernunft. Autoren wie Philipp der Kanzler, Albert der Große und Thomas von Aquin setzten sich detailliert mit derartigen Klassifizierungs- und Bewertungsfragen auseinander.
Als das höchste Gut für den Menschen bestimmte Thomas von Aquin die Seligkeit (beatitudo), weil sie die Erlangung oder der Genuss Gottes, des schlechthin Guten, sei. Einsicht in das Gute könne der Mensch aus der Schöpfungsordnung gewinnen.
Im Spätmittelalter wurde die objektive Erkennbarkeit des Guten mittels der bloßen Vernunft von nominalistischen Denkern wie Nikolaus von Autrecourt bestritten. In solchen Ethikkonzepten kann das Gute nicht aufgrund seiner eigenen Natur als solches bestimmt werden, sondern ist nur aus dem göttlichen Gebot abzuleiten. Daraus ergibt sich die voluntaristische Folgerung, dass etwas nicht an und für sich objektiv sittlich gut ist, sondern nur weil und solange es von Gott gewollt wird. Diese Auffassung ist schon bei Wilhelm von Ockham angedeutet, doch hat er sie nicht konsequent vertreten. Von dem Nominalisten Gabriel Biel († 1495) stammt die prägnante Formulierung: „Gott will nämlich etwas nicht deswegen, weil es richtig oder gerecht ist, sondern weil Gott es will, ist es richtig oder gerecht.“

### Maimonides
Der jüdische Philosoph Maimonides befasste sich im späten 12. Jahrhundert in seinem Hauptwerk Führer der Unschlüssigen mit der Bestimmung des Guten. Er wandte sich gegen die Ableitung der Begriffe „gut“ und „böse“ aus der Vernunft. Nach seinem Verständnis ist die Aufgabe des Intellekts nur die Ermittlung von Wahrheit und Unwahrheit, über das Gute macht die Vernunft keine Aussagen. Die Kenntnis des Guten wird nicht durch Folgerungen erlangt, vielmehr beruht solches Wissen nur auf den göttlichen Geboten, wenngleich deren Zwecke zum Teil rational einsichtig sind. Die Unterscheidung zwischen Gutem und Bösem ist auf den Bereich der Werturteile beschränkt. In seinem ursprünglichen, vollkommenen Zustand kannte und benötigte der Mensch diese Unterscheidung nicht, damals orientierte er sich nur an der Vernunft. So deutete Maimonides die Paradieserzählung im Buch Genesis, nach der Adam und Eva die Frucht vom Baum der Erkenntnis des Guten und Bösen aßen, was ihre Vertreibung aus dem Paradies zur Folge hatte. Die guten Handlungen definierte Maimonides als diejenigen, die zwischen zwei verwerflichen Extremen, einem Zuviel und einem Zuwenig, die Mitte halten und gleichmäßig temperiert sind.

## Frühe Neuzeit
In der frühneuzeitlichen Philosophie dominierte die Ansicht, es gebe kein von Natur aus objektiv Gutes, sondern das Kriterium „gut“ werde aus subjektiven Setzungen abgeleitet. Die ontologische Fundierung der Ethik wurde aufgegeben. Demnach ist „gut“ ein relativer Begriff, dessen Verwendung nur sinnvoll ist, wenn er sich auf das Streben oder das Wohlergehen einer Person und damit zusammenhängende Werturteile bezieht. Das primäre Streben des Menschen zielt auf seine Selbsterhaltung. Ein konsequenter Vertreter dieser Position war Hobbes. Auch Spinoza betonte die Relativität des Guten; er meinte, der Mensch erstrebe nicht etwas, weil er es für gut hält, sondern er halte es für gut, weil er es erstrebt. Hobbes und Spinoza stellten aber auch fest, dass das Streben von irrigen Voraussetzungen ausgehen könne und dann nur scheinbar gut sei; wirklich gut sei ein von vernünftiger Einsicht bestimmtes Streben, das dem tatsächlichen Wohlergehen des Strebenden diene. In diesem Sinne definierte Spinoza das Gute als dasjenige, von dem wir sicher wissen, dass es uns nützlich ist. Schädliche, selbsterhaltungswidrige Affekte wie Hass und von ihnen bewirkte Handlungen können somit niemals gut sein. Das höchste Gut ist für Spinoza die philosophische Gotteserkenntnis.
Eine andere Vorstellung vom Guten vertrat Leibniz. Er betrachtete die existierende Welt als die bestmögliche und bestimmte damit das Wirkliche als das Gute, im Gegensatz zu allen anderen theoretisch möglichen Welten, die schlechter wären.
John Locke ging davon aus, dass es kein objektives Kriterium für die Beurteilung der Qualität von Gütern gibt. Das Verhalten des Menschen ist von seinem Streben nach Glück bestimmt; Güter sind für ihn die Dinge, die ihm Glück verschaffen. Ein Gut, das ihm „wahres“ (möglichst intensives und dauerhaftes) Glück verschaffen kann, ist erstrebenswerter als eines, das nur ein begrenztes, vorübergehendes Lustgefühl ermöglicht. Daher sollte die den Christen verheißene ewige Seligkeit als höchstes Gut erkannt und erstrebt werden. Locke verwarf jedoch die Vorstellung, es gebe in der menschlichen Seele ein natürliches Streben nach diesem höchsten Gut. Er meinte, der menschliche Wille ziele von sich aus stets auf das Erlangen des nächstliegenden Guts und die aktuelle Vermeidung von Unlust. Der Verstand könne jedoch zeigen, dass es im Interesse des Menschen sei, dem entfernten jenseitigen Gut den Vorrang zu geben. Eine solche Abwägung führe zur für das eigene Wohlergehen besten Entscheidung, durch die Gottes Wohlwollen erlangt werde.
Francis Hutcheson und David Hume meinten, man könne nur gefühlsmäßig erfahren, was das moralisch Gute sei; die Vernunft trage dazu nichts bei, da die Zuwendung zum Guten auf einer gefühlsmäßigen Neigung beruhe und vernünftige Analyse keinen Weg zum Guten eröffnen könne.
Eine Gegenströmung zu den vorherrschenden Tendenzen der Frühen Neuzeit stellten im 17. Jahrhundert die Cambridger Platoniker dar. Sie verteidigten die Existenz ewiger moralischer Wahrheiten, die auf natürliche Weise erkennbar seien, und bekannten sich zum Konzept der metaphysischen Fundierung eines von Natur aus objektiv Guten. Ihre Annahme, der Mensch sei mit einer angeborenen Tendenz zum Guten ausgestattet, rief den Widerspruch Lockes hervor.

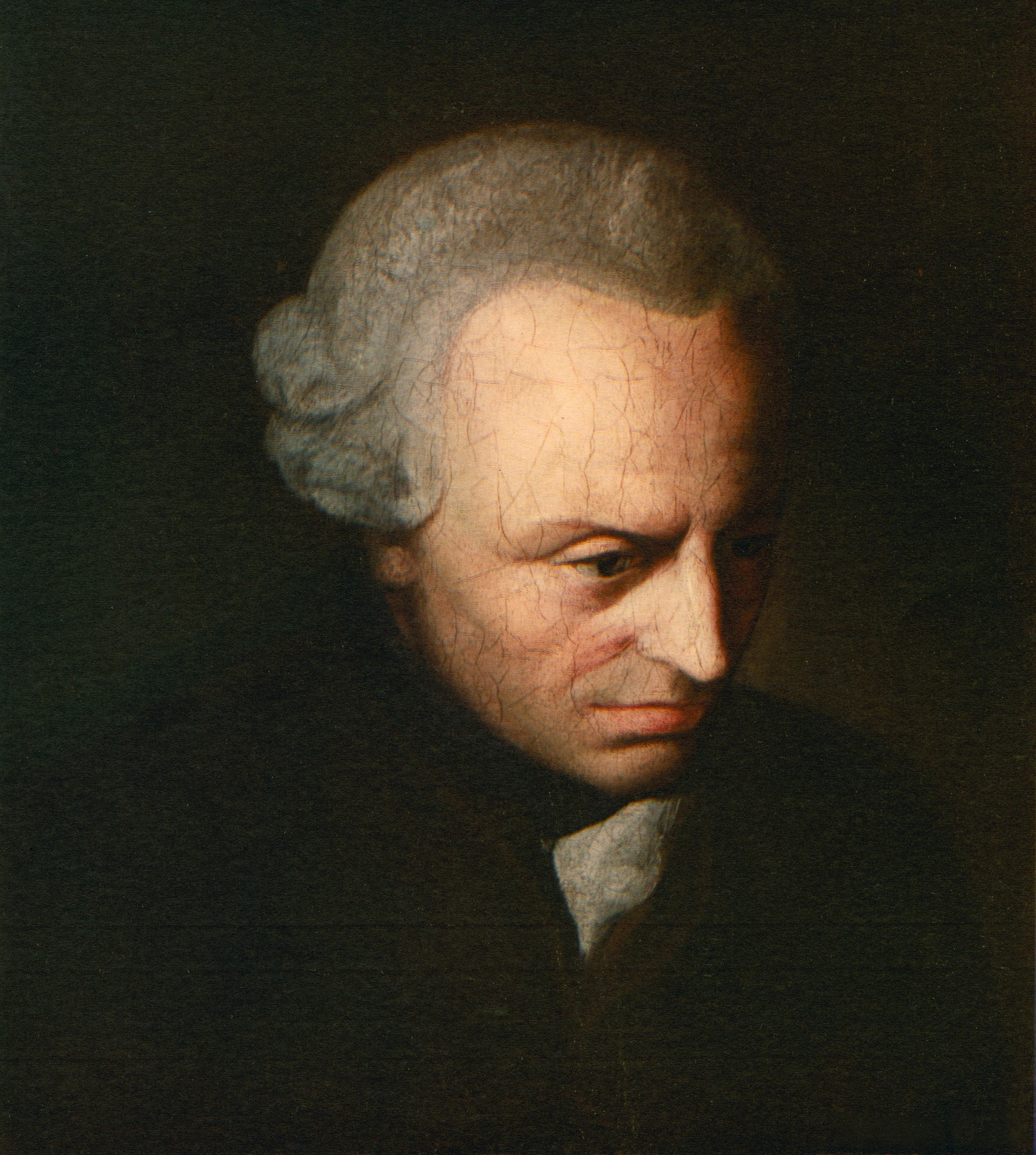
Kant

Im Gesamtwerk von Rousseau ist die natürliche Gutheit (bonté naturelle) des Menschen einer der Hauptgedanken. Rousseau ging davon aus, dass der Mensch mit einer Veranlagung zum Guten geboren wird, deren Wurzel seine natürliche Selbstliebe ist. Aufgrund seiner Selbstliebe strebt er von Geburt an nach dem für ihn Guten, das heißt nach Selbsterhaltung und optimalen Lebensverhältnissen. Da dieses Bestreben von der Umwelt des Kleinkinds anerkannt und unterstützt wird, bezieht es die Umwelt in seine positive Einstellung zu sich selbst ein und entwickelt ihr gegenüber Wohlwollen. So entsteht die natürliche soziale Güte. Bösartige Eigenschaften hingegen sind naturwidrig. Sie werden ausgebildet, wenn die natürliche Selbstliebe des Kindes auf unterdrückerische Verhältnisse stößt. Dann nimmt das Kind die Umwelt als feindlich wahr und meint sich zur Wehr setzen zu müssen. Dadurch entstehen schädliche Verhaltensmuster, die sich verfestigen. Die Selbstliebe tritt in Opposition zur sozialen Umwelt und verwandelt sich in Selbstsucht. Somit haben alle Abweichungen von der natürlichen Gutheit ihre Ursachen in naturwidrigen gesellschaftlichen Gegebenheiten, die das Resultat einer historischen Fehlentwicklung sind; das Individuum als solches ist unschuldig.
Kant betonte, es sei nichts denkbar, was ohne Einschränkung für gut gehalten werden könne, als allein ein guter Wille. Gut sei der Wille allein durch das Wollen, seine Tauglichkeit zur Erreichung eines Zweckes spiele dabei keine Rolle. Den Motivationsgrund für ein gutes Handeln bildet in Kants Ethik die reine Vernunft, aus der sich das Sittengesetz ableiten lässt, dessen Verbindlichkeit der Mensch in einer freien Entscheidung akzeptieren kann. Eine Handlung ist „an sich selbst gut“, wenn sie dem Sittengesetz entspricht. Sie wird dann aus Pflicht, nicht aus Neigung vollzogen. Der Wille, „dessen Maxime jederzeit diesem Gesetze gemäß ist, ist schlechterdings, in aller Absicht, gut und die oberste Bedingung alles Guten“. Somit geht der Begriff des Guten nicht dem Sittengesetz als dessen Grundlage voraus, sondern wird aus ihm abgeleitet. Dies ist notwendig, denn anderenfalls könnte das Gute nur anhand eines Lustgefühls bestimmt werden, also empirisch, womit der Weg zur Findung eines praktischen Gesetzes bereits verstellt wäre. Als das höchste Gut bezeichnete Kant die Tugend „als die Würdigkeit glücklich zu sein“, die aber das höchste Gut nicht allein ausmache; erforderlich sei außerdem die Glückseligkeit. Es sei eine Forderung der Vernunft, dass ein vernünftiges Wesen, das der Glückseligkeit bedürftig und auch würdig sei, ihrer teilhaftig sei. Daher machen für Kant Tugend und Glückseligkeit zusammen „den Besitz des höchsten Guts in einer Person“ und auch „das höchste Gut einer möglichen Welt“ aus.

## 19. Jahrhundert

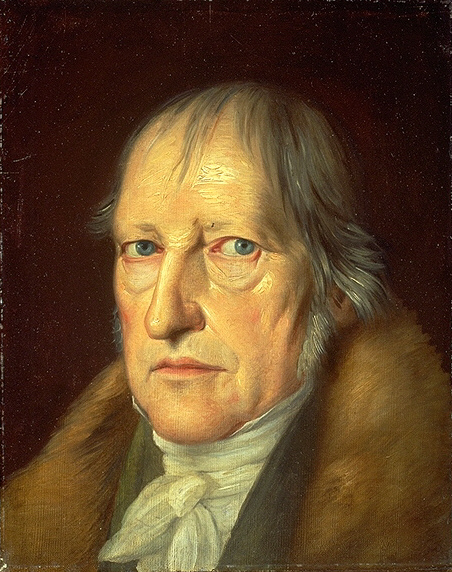
Hegel

Hegel kritisierte Kants Moralphilosophie, da sie einen Gegensatz zwischen dem Richtigen und dem Wirklichen, zwischen Moralität und Natur unterstelle, eine Kluft zwischen Sollen und Sein erzeuge und zu einem leeren Formalismus führe. Er verwarf die abstrakte Vorstellung eines an sich Guten, dem in der Welt keine Wirklichkeit zukommt, und stellte ihr die These entgegen, dass das Gute in der Wirklichkeit zu finden sei. Der Ort des Guten ist für Hegel nicht ein dem Sein entgegengesetztes Sollen, sondern ein Sein, das mit dem Sollen eine Einheit bildet. Das Gute ist nicht etwas, was verwirklicht werden soll, denn damit stünde es einer anderen Wirklichkeit gegenüber, in der es nicht verwirklicht ist. Es besteht nicht im individuellen Willen eines Subjekts, das seine vernunftgemäßen sittlichen Forderungen einer vernunftlosen Wirklichkeit entgegenstellt, sondern in der konkreten Wirklichkeit des allgemeinen Willens einer sittlichen Gemeinschaft, in die der einzelne Mensch eingebettet ist.
Schopenhauer stellte fest, der Begriff des Guten sei trivial; er besage nur, dass etwas so ist, wie der Urteilende es will.
Nietzsche richtete seine radikale, fundamentale Kritik an der Moral und an der Metaphysik besonders gegen die gängigen Vorstellungen von Gutheit, die der platonischen und der christlichen Tradition entstammen. Er hielt den im traditionellen Sinne „guten“ Menschen für dekadent und für einen Verneiner des Lebens. Kants Vorstellung vom Guten, „das Gute mit dem Charakter der Unpersönlichkeit und Allgemeingültigkeit“, bezeichnete Nietzsche als Hirngespinst, in dem sich „der Niedergang, die letzte Entkräftung des Lebens“ ausdrücke. Den herkömmlichen Gutheits-Idealen stellte er eine Position „jenseits von Gut und Böse“ entgegen. Das in seinem Sinne Gute definierte er als das dem Machtstreben Förderliche: „Alles, was das Gefühl der Macht, den Willen zur Macht, die Macht selbst im Menschen erhöht“. Schlecht sei alles, was aus der Schwäche stammt.
Einige Denker des 19. Jahrhunderts (John Stuart Mill, Herbert Spencer, Henry Sidgwick) bestimmten das Gute als das Glück (happiness), die Freude (pleasure) oder das Erfreuliche (the pleasurable). Sie nannten eine Handlung gut, wenn sie zum Glück beiträgt, womit sie auch das Glück anderer meinten. William James bestritt die Existenz eines an sich Guten.

## 20. und 21. Jahrhundert

### Analytische und postanalytische Philosophie
Nach weitgehendem Konsens wird der sprachliche Ausdruck „gut“ unterschiedlich verwendet, z. B. kann als „gut“ bezeichnet werden, was als Mittel taugt, um bestimmte Zwecke zu erreichen („instrumentelle Verwendung“). Die systematische Ethik interessiert sich demgegenüber klassischerweise nur oder zumindest primär für das spezifisch moralisch Gute – ein Begriff, der insbesondere auf Handlungsmotive, Lebensentwürfe, Handlungen, Handlungsfolgen und dergleichen angewendet wird. Viele Philosophen akzeptieren dabei eine von William David Ross vorgeschlagene Unterscheidung zwischen „moralisch Gutem“, das sich auf Inneres (Willen und Motive) bezieht, und „moralisch Richtigem“, das sich auf die äußere Handlung bezieht. Darüber hinaus wird oft von einem „evaluativ Guten“, das heißt Erstrebenswerten gesprochen und dies auf Entwürfe eines „guten Lebens“ bezogen. Oft bezieht man an den Handlungsfolgen orientierte („konsequentialistische“) und am objektiven Sollen orientierte („deontologische“) Ethikentwürfe auf das moralisch Richtige und Gute und sogenannte Tugendethiken oder „Strebensethiken“ auf das evaluativ Gute.
 Nicht-kognitivistische Analysen des „Guten“
Die Analyse des Gehalts und der Verwendungsbedingungen moralischer Begriffe, insbesondere des Begriffs des Guten, ist Kernthema der Metaethik. Grundlegend unterscheiden sich dabei die sogenannten kognitivistischen Positionen von den nicht-kognitivistischen. Kognitivistisch nennt man Analysen, welche moralischen Begriffen einen rational rekonstruierbaren Gehalt zuschreiben. Dabei wird angenommen, dass Sätze, welche solche Begriffe verwenden, Überzeugungen zum Ausdruck bringen, die als wahr oder falsch, gerechtfertigt oder nicht bewertbar sind. Vertreter nicht-kognitivistischer Positionen verneinen dies und behaupten stattdessen, dass es schlichtweg keine moralischen Eigenschaften oder Tatsachen gebe, auf welche Begriffe wie „das Gute“ überhaupt Bezug nehmen könnten. Aus nicht-kognitivistischer Sicht können Aussagen, die moralische Begriffe verwenden, gar nicht versuchen, als wahr oder falsch bewertbare Überzeugungen auszudrücken (Non-Kognitivismus bezüglich moralischer Begriffe).
Viele frühe Vertreter eines solchen Non-Kognitivismus waren beeinflusst von einer Analyse, die George Edward Moore 1903 veröffentlichte. Seine Schrift Principia ethica setzt sich sprach- und begriffsanalytisch mit dem Prädikat „… ist gut“ auseinander. Er weist sowohl Theorien zurück, die annehmen, dass „gut“ eine natürliche Eigenschaft von Dingen oder Handlungen sei, als auch Theorien, die „gut“ mit Empfindungen wie „Glück“ oder „Zufriedenheit“ gleichsetzen. Während er es für möglich hält, zu definieren, was „gut für (einen bestimmten Zweck)“ sei, hält Moore „gut an sich“ für undefinierbar. „Gut“ sei ein einfacher Begriff, der weder durch Synonyme noch durch eine Verbindung mehrerer Begriffe definiert werden könne. Solche Definitionsversuche beruhten auf einem Irrtum, den Moore als „naturalistic fallacy“ bezeichnet. Aussagen, in denen etwas als gut bezeichnet wird, seien weder beweisbar noch widerlegbar und könnten zu einer auf Handlungssituationen bezogenen Erkenntnis nichts beitragen. Die Wirkung von Moores Analyse war insbesondere im englischsprachigen Raum vor allem bis in die 1960er Jahre groß.
Zahlreiche Philosophen erklären die Annahme eines „Guten an sich“ für sinnlos und bestreiten die Verankerung des Guten in einer objektiv existierenden Wertordnung. Sie behaupten, Ausdrücke wie „gut“ und „das Gute“ hätten keinen materiellen Inhalt, sie drückten nichts als eine subjektive moralische Billigung aus. Aussagen über Gutheit seien nicht verifizierbar und philosophisch nicht relevant. Manche Philosophen halten solche Urteile für bloße Kundgaben subjektiver Gefühle (Emotivismus). Die Einschätzung, wonach eine Wertung als „gut“ nur über das urteilende Subjekt, nicht aber über das Bewertete etwas aussagen kann, vertreten u. a. Charles Kay Ogden, Ivor A. Richards, Moritz Schlick, Bertrand Russell, Alfred Jules Ayer und Charles Leslie Stevenson.
Tugendethische Interpretationen des Guten als Bestimmung guten Lebens
Eine frühe einflussreiche Stellungnahme zur Situation der Moralphilosophie legte 1958 Elizabeth Anscombe in ihrem Aufsatz Modern Moral Philosophy vor. Ihrer Diagnose zufolge kommen die üblichen zeitgenössischen moralphilosophischen Ansätze zwar darin überein, dass sie Begriffe wie „moralisch gut“, „moralisches Sollen“ weiterverwenden, diese funktionierten aber nur unter Bezugnahme auf einen Gesetzgeber, der die moralische Autorität garantiere. Ein solcher falle aber aus, da kein Gottesbegriff mehr veranschlagt werde. Die plausible Alternative zu einer religiös fundierten Ethik sei aber nicht, Konzepte wie „moralisch gut“ im Sinne dünner Begriffe weiterzugebrauchen, sondern die Entwicklung einer Tugendethik etwa im aristotelischen Sinne. Der verbreitetsten Lesart zufolge läuft Anscombes Darstellung auf Letzteres hinaus, einer alternativen Lesart zufolge intendierte sie dagegen die Wiederbelebung einer strikten, deontologischen, religiös-supranaturalistisch fundierten Ethik. Einigkeit besteht aber darin, dass Anscombe für das Wiedererstarken tugendethischer Ansätze einflussreich war.
Ebenfalls 1958 publizierte Philippa Foot ihren vielbeachteten Aufsatz Moral Arguments, in dem sie gegen einen moralphilosophischen Relativismus und Nonkognitivismus argumentiert. Moralische Begriffe wie „gut“ folgten, so macht sie geltend, allgemein akzeptierten Gebrauchsregeln; die einzige Alternative zur Akzeptanz dieser Normen sei, auf das moralische Vokabular ganz zu verzichten. Zu diesem Gebrauch gehöre, dass moralische Tugenden zusammenhingen mit etwas, was gut (förderlich) oder schadvoll für einen Menschen sei. Auf solche Bewertungen bezogene Warum-Fragen müssten einen Abschluss finden, wo es sinnlos wird, zu fragen, warum jemand bestimmte Präferenzen hat. In vielen weiteren, u. a. in der Moraltheologie stark rezipierten Publikationen entwickelte Foot ihre Variante einer neuaristotelischen Tugendethik weiter. Einen Abschluss bildet ihr Werk Natural Goodness, in dem sie davon ausgeht, dass sich aus einem Lebenszyklus „Muster natürlicher Normativität“ ergeben.
Zu den einflussreichsten Versuchen, tugendethische Antworten auf die Frage nach „dem Guten“ zu liefern, wobei das Gute als „gutes Leben“ interpretiert wird, gehört der neuaristotelische (und thomistische) Ansatz von Alasdair MacIntyre. Sein moralphilosophisches Hauptwerk, in dem er diesen Ansatz ausarbeitet, ist After Virtue (1981), aber bereits seine Monographie A Short History of Ethics von 1966 kritisiert im Schlusskapitel (Modern Moral Philosophy) die Analyse von Moore, wonach „gut“ nicht analysierbar sei. Um solche Begriffe verstehbar zu gebrauchen, müssten wir die Bedeutung zumindest durch ein Standardbeispiel kennen; außerdem könne Moore nicht erklären, warum die Tatsache, dass etwas gut ist, einen Handlungsgrund ausmacht.
Die Schriftstellerin und Philosophin Iris Murdoch plädierte – u. a. in ihrer 1970 verfassten Abhandlung The Sovereignty of Good – für eine Anknüpfung an die platonische Konzeption des Guten, den damit verbundenen metaethischen Kognitivismus, den ontologischen Realismus bezüglich immaterieller Formen und auch die von Platon umschriebenen Handlungsmodelle, was die Ausarbeitung einer dazu tauglichen Anthropologie und Moralpsychologie erfordere. Obgleich ihre Arbeit formalen Standards, die sich im Kontext analytischer Philosophie etabliert haben, oft nicht genügt, wurde Murdoch von vielen analytisch geschulten Philosophen rezipiert, darunter Hilary Putnam, der u. a. an Murdochs (und Stanley Cavells) Kritik der ansonsten in der analytischen Epistemologie und Ontologie bis dahin weithin akzeptierten Unterscheidung von Tatsachen und Werten anknüpft, und Charles Taylor.
Die jüngere systematische Tugendethik nimmt Anliegen z. B. des vom Platonismus inspirierten Ansatzes von Murdoch oder des Neuaristotelismus von Foot, Martha Nussbaum, John McDowell oder MacIntyre auf und stellt damit Alternativen oder Ergänzungen zu Antworten auf die Frage nach dem Guten vor, wie sie moralphilosophische Ansätze insbesondere aus den unterschiedlichsten Theoriefamilien des Konsequentialismus oder der deontologischen normativen Ethik entwickeln.
Konsequentialistische Bewertungen des Guten
Konsequentialistische Moralphilosophien bewerten Entscheidungen, Handlungen und Handlungsmotive danach, welche guten oder schlechten Konsequenzen sie haben. Dabei müssen sie voraussetzen, dass bestimmte Sachverhalte, die im Falle guter Entscheidungen resultieren, intrinsisch gut sind. Dieses intrinsisch Gute wird unterschiedlich bestimmt: Monistische Konsequentialisten identifizieren das Gute mit Wohlergehen, Erfüllung von Präferenzen oder „Glück“, pluralistische Theorien nehmen auf unterschiedliche Gesichtspunkte Bezug. Auch die Verteilung des Guten kann mit einbezogen werden. Die bekanntesten Varianten des Konsequentialismus sind die klassischen Formulierungen des Utilitarismus durch Jeremy Bentham, John Stuart Mill oder Henry Sidgwick. In den systematischen Debatten des 20. und 21. Jahrhunderts wurden unterschiedlichste weitere Varianten utilitaristischer und sonstiger konsequentialistischer Antworten auf die Frage nach dem Guten entwickelt und verteidigt. Bekannte Vertreter sind beispielsweise Richard M. Hare, Marcus Singer, Richard Booker Brandt, John Harsanyi, James O. Urmson, John Jamieson Carswell Smart, Peter Singer, Samuel Scheffler, Shelly Kagan, Brad Hooker, Philip Pettit, Michael Slote und Peter Railton.
Deontologische Perspektiven auf das Gute
Im Unterschied zu konsequentialistischen Auffassungen bestimmen deontologische Moraltheorien das Gute durch die Übereinstimmung mit einer moralischen Norm, die strikt zu befolgen ist. Für diese Richtung wurde die Formulierung einer deontologischen Position durch Kant wegweisend. Auch Samuel Clarke, Joseph Butler und Thomas Reid zählen zu den Klassikern. Jüngere Varianten lassen sich klassifizieren in eine Gruppe, die beim Handelnden und seinen Pflichten ansetzt, eine andere, die den Empfänger der Handlungen und seine Rechte zum Ausgangspunkt nimmt, und eine dritte, die vertragstheoretische Modelle zugrunde legt.
Auch viele Befürworter der Auffassung, dass das Gute nicht durch vorausliegende Gründe herleitbar sei, sondern nur in einer ursprünglichen (rationalen) Intuition erfasst werde (sog. Intuitionismus), haben eine deontologische Moralauffassung vertreten. Darunter sind Moore, Horace W. B. Joseph, Edgar F. Carrit, William David Ross, Harold Arthur Prichard, Henry Sidgwick, Hastings Rashdall, John M. E. McTaggart, C. D. Broad und Alfred Cyril Ewing. Zu den aktuellen Vertretern zählen Robert Audi und Russ Shafer-Landau.

### Kontinentale Philosophie
Auch außerhalb der angelsächsischen Philosophie sind Gegenpositionen zum Non-Kognitivismus formuliert worden. Manche christliche Philosophen treten für die Existenz eines Guten an sich ein. Dieses Gute sei nicht nur auf ein Subjekt bezogen gut, sondern in sich selbst. Das Gute sei auch ein ontologisch Wahres. Zu den Vertretern dieser Auffassung gehören Dietrich von Hildebrand und Josef Seifert. Albert Schweitzer stellt in seiner Schrift Kultur und Ethik die Frage nach einem „allgemeinsten Begriff des Guten“. In kritischer Auseinandersetzung mit den früheren Ansätzen, die er für „durchweg fragmentarisch“ hält, kommt er zum Ergebnis: „Gut ist, Leben erhalten und Leben fördern“. Alles, was unter ethischem Gesichtspunkt als gut gelte, lasse sich zurückführen „auf materielle und geistige Erhaltung oder Förderung von Menschenleben und auf das Bestreben, es auf seinen höchsten Wert zu bringen“. Als erhaltens- und fördernswert betrachtet Schweitzer aber nicht nur menschliches Leben, sondern das Leben schlechthin. Er verbindet sein Konzept der Ehrfurcht vor dem Leben mit seiner Definition des Guten als Erhaltung und Förderung des Lebens, indem er feststellt, das Gute bestehe „im letzten Grunde in der elementaren Ehrfurcht vor dem Rätselhaften, das wir Leben nennen“, und zwar „Ehrfurcht vor allen seinen Erscheinungen, den kleinsten wie den größten“.
Martin Buber betrachtet das Gute als anthropologische Wirklichkeit und gibt als dessen Merkmal den „Charakter der Richtung“ an, einer Richtung, für die der Mensch sich entscheiden kann: „Richtung auf die Person, die mit mir gemeint ist“, auf die „unwiederholbare Wesensform“ des Individuums, oder auch Richtung zu Gott als dem Urheber dieser Einzigkeit. Das so begriffene Gute sei in kein ethisches Koordinatensystem einzuordnen, sondern stehe über allen Systemen, da sie um seinetwillen entstanden seien und bestünden.
Der marxistische Philosoph Ernst Bloch befasst sich in seinem Hauptwerk Das Prinzip Hoffnung eingehend mit der Geschichte des Begriffs „höchstes Gut“ und weist ihm auch eine aktuelle Bedeutung zu. Er charakterisiert es als „absolute Bedarfdeckung“ und als „Reich der Freiheit“ und bestimmt es als das „Zweckideal der menschlichen Geschichte“, das intendierte Endziel, das in einer Zukunft liege, „in die die unerfüllte Augenblickswelt immer weiter treibt“. „Das höchste Gut ist selber dieses noch nicht gebildete, in der Tendenz des Prozesses letzthin bedeutete, in der Latenz des Prozesses letzthin realmögliche Ziel.“ Hans Jonas setzt sich kritisch mit Blochs Einstufung von Vergangenheit und Gegenwart als vorläufig und „Noch-nicht-Sein“ im Hinblick auf eine erhoffte Zukunft auseinander. Er hält es für notwendig, die Forderung der Güte „vom Köder der Utopie freizumachen“, um ihr realistisch und ohne übermäßige Erwartung Folge zu leisten. Für Jonas ist das Gute unauffällig, es tritt meist nur auf dem Umweg über das „unendlich leichter“ erkennbare, sich aufdrängende Schlimme ins Bewusstsein.

## China
Die chinesischen Philosophen befassten sich vor allem mit der Frage, ob das Gute im Menschen naturgegeben oder ein Zivilisationsprodukt ist. Der oft mit „Güte“ bzw. englisch „goodness“ übersetzte Begriff rén (chinesisch 仁, W.-G. jen) bedeutet „Menschlichkeit“, „Humanität“, „Menschenfreundlichkeit“. Im Konfuzianismus bezeichnet er eine grundlegende Tugend. Sein Inhalt entspricht aber nicht dem des umfassenderen Begriffs „Gutheit“ im Sinn der europäischen philosophischen Tradition; gemeint ist ein sozial angemessenes, höfliches und wohlwollendes Verhalten. Auch yì (義 / 义), gewöhnlich mit „Rechtschaffenheit“ oder „Gerechtigkeit“ übersetzt, ist nicht mit „Gutheit“ gleichzusetzen. Das chinesische Wort für „Gutheit“, shàn (善), bezeichnet das Gutsein im moralischen Sinn, aber auch allgemein „Tüchtigkeit“, „Tauglichkeit“ ohne ethische Konnotation. Im philosophischen Diskurs spielt shàn eine Rolle in den Erörterungen der Frage, ob die angeborene menschliche Natur (性,  xìng) an sich gut oder schlecht ist.
Konfuzius setzte sich mit diesem Problem nicht auseinander, sondern beschränkte sich darauf, die Einheitlichkeit der angeborenen Menschennatur festzustellen. Der bekannteste Vertreter der Lehre von der angeborenen Gutheit der menschlichen Natur (性善,  xìngshàn) ist der einflussreiche Konfuzianer Mengzi (Mencius, 4. Jahrhundert v. Chr.). Er lehrte, alle Menschen seien den Regungen des Herzens nach von Haus aus gleichermaßen gut, was man am spontanen Verhalten der Kinder erkennen könne; das Böse beruhe auf Verbildung, auf fehlgeleiteten Begierden und ungünstigen Lebensumständen. Daher brauche man nur das Ursprüngliche zu pflegen und zu bewahren. Die menschliche Gutheit betrachtete Mengzi als Aspekt einer insgesamt guten Beschaffenheit der Weltnatur. Das Böse hat für ihn keine eigenständige Existenz, es besteht nur im Verlust des ursprünglich vorhandenen Guten. Mengzis älterer Zeitgenosse Gaozi hingegen war der Ansicht, die menschliche Natur sei ursprünglich ethisch neutral; sie könne sich, wie Wasser nach jeder Richtung fließen kann, zum Guten oder zum Bösen entwickeln.
Eine radikale Gegenposition zu Mengzis Auffassung vertrat im 3. Jahrhundert v. Chr. Xunzi, der ebenfalls Konfuzianer war. Er meinte, die angeborene Natur des Menschen sei schlecht, sie sei von Gier und Neid geprägt, was zur Gewalttätigkeit führe. Man könne diese Natur nicht verändern, sondern ihr nur per Willensakt etwas Gegenteiliges entgegensetzen. Das Gute müsse künstlich durch Erziehung erzeugt werden, was Überwindung der menschlichen Natur bedeute. In der Weltnatur sei nichts im ethischen Sinne Gutes anzutreffen; es gebe keinen wohlwollenden Himmel, die menschlichen Bedürfnisse seien dem Universum gleichgültig. Xunzi betrachtete das Gute als Errungenschaft des Menschen, die dieser entgegen seiner eigenen Natur und der Natur des Kosmos hervorbringe, indem er sich von der Natur abwende.
Eine extreme Ausprägung fand die Lehre von der natürlichen Schlechtigkeit der Menschennatur in der Schule des Legalismus. Deren Wortführer, der Philosoph Han Fei und der Politiker Li Si, waren Schüler Xunzis, wandten sich aber vom Konfuzianismus ab. Nach der legalistischen Lehre tut der Mensch von sich aus – von seltenen Ausnahmen abgesehen – nichts Gutes. Daher ist es Aufgabe des Staates, ihn vom Schlechten abzuhalten. Die angeborene menschliche Schlechtigkeit kann nur durch drastische staatliche Strafandrohungen gezügelt werden. Ethische Grundsätze sind in der Praxis wirkungslos, nur auf den Gehorsam gegenüber den Gesetzen kommt es an.
Im Konfuzianismus des Altertums bezeichnete das Wort lǐ (禮 / 礼) die traditionelle Sittlichkeit, die Gesamtheit der anerkannten ethischen Normen. Im Neukonfuzianismus, der sich in der Zeit der Song-Dynastie herausgebildet hat, spielt der damit nicht zu verwechselnde Begriff lǐ (理 „Ordnungsprinzip“, „Weltordnung“) eine zentrale Rolle. Darunter verstehen neukonfuzianische Denker ein grundlegendes kosmologisches Prinzip. Für die philosophische Bestimmung dieses Prinzips wurde die von dem sehr einflussreichen Neukonfuzianer Zhu Xi († 1200) begründete Schulrichtung wegweisend. Zhu Xi postulierte eine objektive sittliche Weltordnung, der er neben ihrer moralischen Bedeutung zugleich auch eine ontologische und kosmologische Realität zuschrieb. Nach seiner Lehre ist lǐ das unveränderliche, formgebende Ordnungsprinzip „oberhalb der Gestaltungsebene“, das den sinnlich wahrnehmbaren Dingen deren Sein und Gestalt und zugleich die Gutheit verleiht. Somit ist dieses Prinzip nach seiner Funktion und seinem ontologischen Status der platonischen Idee des Guten vergleichbar. Da lǐ gut ist, sind auch seine Erzeugnisse, darunter die menschliche Natur, eigentlich gut. Wegen der Mangelhaftigkeit der Materie weist die Sinneswelt aber Unvollkommenheiten auf, auf die das Böse und Schlechte zurückzuführen ist.